# Найвродливіші (фільм)
«Найвродливіші» (яп. 一番美しく) —Драма 1944 року, яку поставив Куросава Акіра за власним сценарієм.
Дія фільму відбувається на оптичній фабриці під час Другої світової війни.
Фільм показує боротьбу молодих працівниць за підвищення продуктивності праці, їх вірність своєму обов'язку.